# ヴァレンティナ・グリゾドゥボワ
ヴァレンティナ・ステパノヴナ・グリゾドゥボワ（ロシア語: Валентина Степановна Гризодубова、ウクライナ語: Валентина Степанівна Гризодубова、1909年4月27日（ユリウス暦 4月14日） - 1993年4月28日）は、ソビエト連邦の軍人。ソ連邦英雄、社会主義労働英雄。最終階級は空軍大佐。
女性操縦士初となるソ連邦英雄受章者の一人であり、女性としては唯一のソ連邦英雄・社会主義労働英雄受章者である。

## 経歴

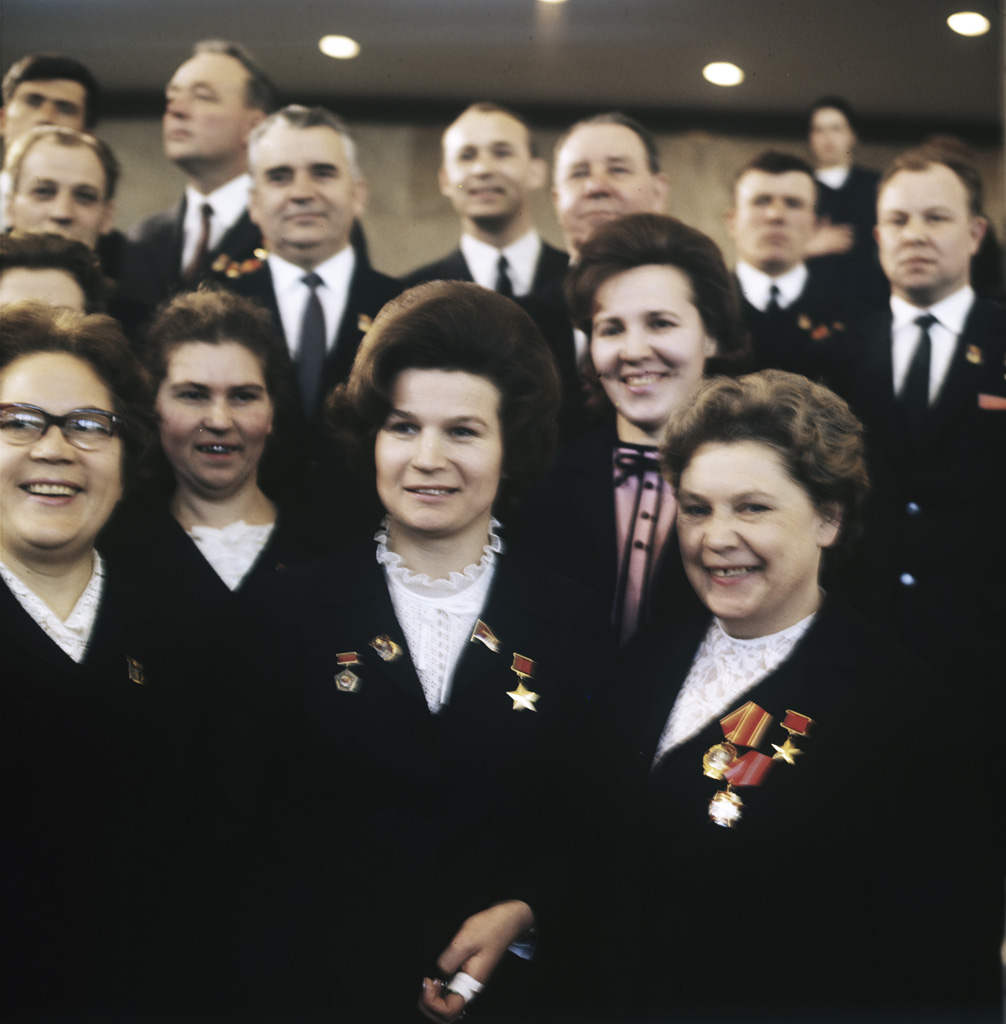
ヴァレンティナ・テレシコワ（中央）とともに写るグリゾドゥボワ（右、1971年）。

### 前半生
ヴァレンティナ・グリゾドゥボワは、1909年4月27日（ユリウス暦 4月14日）にロシア帝国のハリコフ（現ウクライナ・ハルキウ）で生まれた。航空機設計技師である父、ステパン・ヴァシリエヴィチ・グリゾドゥボフの影響もあり、14歳でグライダー単独飛行を行っている。ピアノを嗜み、外国語も堪能だった彼女は、ハリコフ工科大学および音楽学校を卒業した。1929年には、準軍事組織であるオソアヴィアヒム（ソ連国防・航空化学建設協賛会）のペンザ飛行クラブを卒業し、ハリコフ航空学校でも訓練を受けていた。
1933年、グリゾドゥボワはトゥーラ上級飛行学校を卒業。その後、彼女はこの学校の航空指導員として86人の男性操縦士を訓練したが、その多くは後にソ連邦英雄となっている。1934年から1938年まで、後にマクシム・ゴーリキーと名付けられる宣伝飛行隊で勤務した。彼女は様々な航空機を操縦し、7つもの世界記録を打ち立てた。その中には、1937年10月15日に記録した女性操縦士による複座水上機の最高到達高度記録（3,267メートル、国際航空連盟による記録番号：121.16）や3本の速度記録に加え、マリーナ・ラスコーヴァとの共同によるモスクワ＝アクチュビンスク間の長距離飛行記録が含まれる。
1938年9月24日から25日にかけて行われた爆撃機ANT-37「ロジーナ」による長距離飛行では、グリゾドゥボワが機長、ラスコーヴァが航法士、ポリーナ・オシペンコが副操縦士を務めた。「ロジーナ」では5,910キロメートルを飛行したが、これは女性操縦士による直線飛行距離としては世界最長記録である（国際航空連盟による記録番号：10444）。この功績から、彼女たちは1938年11月2日に女性初のソ連邦英雄となり、報奨金25,000ルーブルが贈られた。

### 大祖国戦争
1941年6月に勃発した大祖国戦争に、グリゾドゥボワが参戦したのは1942年3月のことである。彼女は、1942年5月に結成された第101長距離航空連隊の指揮官に任命されたが、この連隊は操縦士や航法士、航空整備士、地上支援員など300人の要員から構成されていた。彼女の部隊には、民間航空隊から徴用された輸送機リスノフ Li-2（ダグラス DC-3のライセンス生産機）が配備されていた。
グリゾドゥボワのLi-2には、操縦士、副操縦士、航法士、飛行技師、無線通信士、機上射手の6人からなる飛行士が搭乗していた。この部隊は先ず敵軍への爆撃任務やパルチザンの支援にあたり、1942年6月には包囲されたレニングラードへ物資の供給を行った。その後、第101長距離航空連隊には、ブリャンスク戦線および南西戦線を撃破し、ヴォロネジへ進軍していたドイツ国防軍部隊に対する爆撃任務が与えられた。グリゾドゥボワはほぼ毎晩自身の連隊を率いて出撃し、クルスク、オリョール、リゴフに展開していた強力な対空砲火とドイツ空軍夜間戦闘機部隊を壊滅させた。
1942年9月、第101長距離航空連隊にはパルチザン運動の中央司令部に対する自由処分権が与えられた。連隊はパルチザンの活動域に1,850回以上任務飛行し、約1,500トンの武器、弾薬と数百トンの無線機器、印刷機械、フィルムカメラ、読み物などの物資をパルチザン指導者に提供した。また、2,500人におよぶ負傷したパルチザンや浮浪孤児の救助も行ったが、その都度劣悪な仮設滑走路や敵の戦闘機部隊がLi-2の活動を大きく阻害した。1943年3月までに、グリゾドゥボワの主導により、パルチザンによってドニエプル川右岸に改良された滑走路が建設された。この滑走路には、日中最大で12機の航空機を駐機できた。1944年5月27日、レニングラード解放への貢献を称えられ、彼女の連隊に名誉称号「クラスノセルスキー」が与えられた。グリゾドゥボワがモスクワに召還される1944年6月までに、彼女は約200回の出撃を記録している。2か月後の8月30日、第101長距離航空連隊に赤旗勲章が贈られ、後にソビエト親衛隊称号が与えられた。

### 戦後
1946年、グリゾドゥボワは大佐の階級で予備役にまわされた。1940年代後半、ソ連におけるナチス・ドイツの戦争犯罪を糾明し、国家の損害に対する賠償を求めるドイツファシスト侵略者とその共犯者による犯罪に関する調査検証特別国家委員会において、彼女は女性唯一の委員を務めている。退役後は民間航空部門で試験飛行や航空機器開発などに携わり、その他、スヴェトラーナ・サヴィツカヤが試験操縦士となる際の支援も行うなど、宇宙飛行士とも交流があった。1993年4月28日に死去。遺体はモスクワのノヴォデヴィチ墓地に埋葬された。

## 叙勲

### 英雄称号
- ソ連邦英雄（1938年11月2日）[12]
- 社会主義労働英雄（1986年1月6日）[12]

### 勲章
- レーニン勲章2回（1938年11月2日、1986年1月6日）[12]
- 1等祖国戦争勲章2回（1943年3月12日、1985年）[12]
- 十月革命勲章（1971年4月26日）[12]
- 労働赤旗勲章（1936年12月25日）[12]
- 赤星勲章（1937年12月19日）[12]

### 記章
- ウラジーミル・イリイチ・レーニン生誕100周年記念記章（英語版）
- 1等祖国戦争パルチザン記章（ロシア語版）
- レニングラード防衛記章
- モスクワ防衛記章（英語版）
- スターリングラード防衛記章
- 1941年–1945年大祖国戦争における対ドイツ戦勝記章（英語版）
- 1941年–1945年大祖国戦争勝利20年記念記章（英語版）
- 1941年–1945年大祖国戦争勝利30年記念記章（英語版）
- 1941年–1945年大祖国戦争勝利40年記念記章（ロシア語版）
- 退役軍人労働記章（英語版）
- ソ連軍50年記念記章（英語版）
- ソ連軍60年記念記章（英語版）
- ソ連軍70年記念記章（英語版）
- モスクワ800周年記念記章（英語版）
- レニングラード250周年記念記章（ロシア語版）

## 顕彰

### ロシア連邦
- モスクワ（ロシア語版）[13]、ウラジオストク、ゲオルギエフスク（ロシア語版）、エカテリンブルク、ジュコーフスキー、ザヴォルジエ（ロシア語版）、クルガン、ノヴォアルタイスク（ロシア語版）、ノヴォシビルスク、オムスク、パヴロヴォ（ロシア語版）、スモレンスク、スタヴロポリ、スズン（ロシア語版）、ロストフ・ナ・ドヌ、ヤクーツク、シャリヤ（コストロマ州）、グリャジ（ロシア語版）（リペツク州）、ポショーロク・ペトリャエフカ（ロシア語版）（ニジニ・ノヴゴロド州）、レニンスク＝クズネツキー（ロシア語版）（ケメロヴォ州）およびチェレムホヴォ（ロシア語版）（イルクーツク州）には、グリゾドゥボワの名を冠したグリゾドゥボワ通りが存在する。
- 2000年9月1日、モスクワのクトゥゾフスキー大通り（ロシア語版）にあるモスクワ科学調査機器製造研究所の入り口に、彫刻家サラヴァト・シチェルバコフ（ロシア語版）とフョードル・ヴィクロヴァによってグリゾドゥボワの記念碑が建てられた。
- 2018年10月31日、シチェルバコフによって、グリゾドゥボワの胸像がペンザに建てられた。
- 2016年6月2日、グリゾドゥボワの記念銘板がイメニ・ポリヌ・オシペンコに設置された。
- モスクワの185番校には、ヴァレンティナ・ステパノヴナ・グリゾドゥボワの名が付けられている。同校にはヴァレンティナ・ステパノヴナ・グリゾドゥボワ博物館が付属する[14]。
- モスクワでは、彼女が住んでいたレニングラード大通り44番地に記念碑が建てられた。
- クルガンのグリゾドゥボワ通り2Bには記念銘板が設置された。
- ジューコフスキーの航空会社には、グリゾドゥボワの名が付けられている。
- スモレンスクに配備されていた第103親衛クラスノセルスキー赤旗軍事輸送航空連隊にはヴァレンティナ・グリゾドゥボワの名が冠せられていたが、2009年10月の解散以降は戦闘旗などがオレンブルクの空軍基地に引き継がれた。
- 2010年、グリゾドゥボワを記念した切手がロシアで発行された。

### ウクライナ

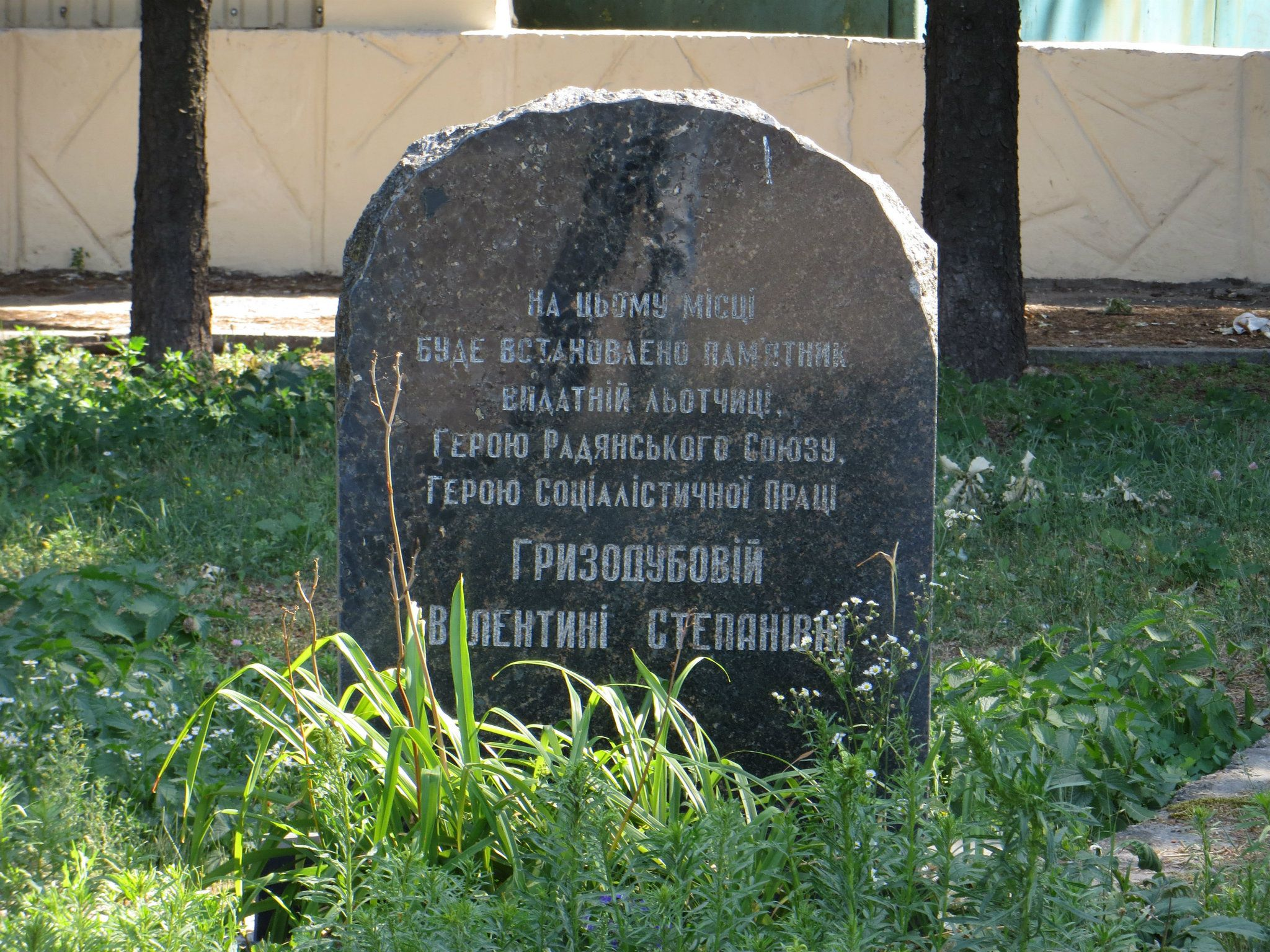
ハルキウにあるグリゾドゥボワの記念碑。

- メリトポリ（ロシア語版）にはグリゾドゥボワの名を冠したフリゾドゥボワ通りと路地が、スニジネ、チェルカースィ、スームィ、ハルキウ、クルィヴィーイ・リーフ、ルーツィク、ドネツィク、ビーラ・ツェールクヴァ、マキイフカおよびマリウポリにはグリゾドゥボワの名を冠したフリゾドゥボワ通りが存在する。
- ウクライナ国防協賛会ハルキウ飛行クラブ（ロシア語版）には、グリゾドゥボワの名が冠されている。
- ハルキウのミロノシツカヤ通り54Bには、グリゾドゥボワが住んでいた3階建てのアパートがあり、1階がフリゾドゥボワ博物館となっている。2008年に屋根裏部屋から出火し、消火活動の末に博物館は水浸しとなったため、2年間の休館を余儀なくされた。しかしながら、2009年5月22日にハルキウで行われた科学学会「航空史におけるフリゾドゥボワの足跡」は、博物館の職員の尽力もあり、無事開催された。S・V・グリゾドゥボフ生誕125周年およびV・S・グリゾドゥボワ生誕100周年に捧げるとともに、この時用いられた資料は2010年より同博物館で公開されている。

### その他の地域
- ベラルーシの首都ミンスクには、グリゾドゥボワの名が冠されたグリゾドゥボワ通りが存在する。
- カザフスタンの都市アルマトイには、グリゾドゥボワの名が冠されたグリゾドゥボワ通りが存在する。

### 郵便

封筒および切手
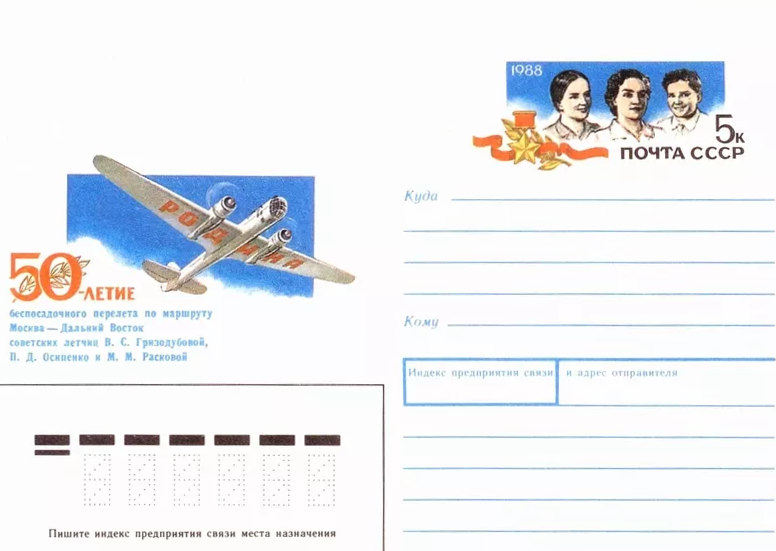
ソ連時代の封筒： モスクワ＝極東飛行50周年記念
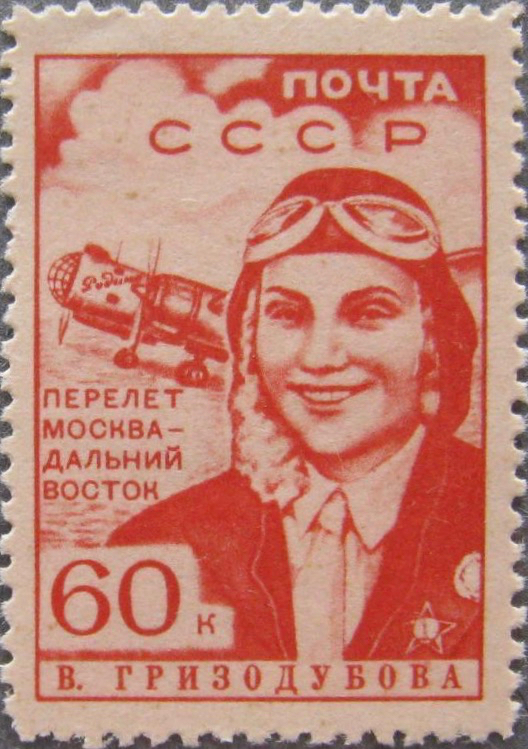
ソ連時代の切手
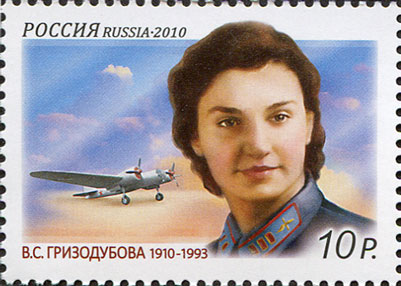
ロシアの記念切手